# Муравьёв, Юрий Алексеевич
Ю́рий Алексе́евич Муравьёв (9 декабря 1938, Рязань — 30 сентября 2010, Москва) — российский философ, эпистемолог, культуролог, создатель «трансмарксистского» направления в современной философии и «экспериентной» теории культуры.

## Биография
Родился 9 декабря 1938 года в Рязани (в рязанском кремле) в семье научного сотрудника Рязанского краеведческого музея, впоследствии офицера Советской Армии, Муравьева Алексея Ильича, погибшего на фронте во время Великой Отечественной войны в 1944 году. Рос в семье матери — Тарнавской Анатолии Алексеевны (1918—2000), служащей; воспитывался бабушкой — Ольгой Константиновной Кожиковой, учительницей, вдовой красного партизана — начальника штаба отрядов Лазо.
По окончании рязанской средней школы № 12 в 1956 году поступил на историко-филологический факультет Рязанского государственного педагогического института. Учился у профессоров Р. А. Фридман (классическая филология, античная литература), В. Н. Розенталь (русская история). Особую роль в формировании его научных интересов сыграло участие в семинаре профессора Павла Александровича Орлова, известного ученика Д. Д. Благого, крупного специалиста по русской литературе XVIII и XIX вв., а также долголетняя дружба с доцентом С. А. Бызовым (философия, психология, музыковедение).
Окончив институт, в течение года преподавал русский язык и литературу в средней школе ст. Кулунда, затем (1962—1963) был старшим научным сотрудником-публикатором архивного отдела Рязанского облисполкома, где работал над составлением из рассекреченных материалов сборника документов по истории коллективизации в Центральном чернозёмном районе, а также над материалами по культурной и художественной жизни Рязани первой половины XX века. Систематически публиковал результаты исследований в рязанской периодической печати.
С 1963 года работал преподавателем на кафедре философии Рязанского медицинского института им. акад. И. П. Павлова, которую возглавлял профессор Юрий Иванович Семёнов — выдающийся ученый, историк, этнолог и философ. Тогда же стал первым аспирантом Ю. И. Семёнова и сохранял с ним тесные дружеские отношения во все последующие годы. Работал над диссертацией по теории познания, опубликовал первые философские статьи, в том числе в трудах Рязанского медицинского института, где в 1970 году появилась первая большая печатная работа — статья «Истина и заблуждение в развитии теорий генетики».
На протяжении всего периода жизни в Рязани постоянно принимал активное участие в культурной, литературной и художественной жизни города. Получив домашнее музыкальное образование, одно время учился на теоретическом отделении Рязанского музыкального училища. На протяжении многих лет был постоянным рецензентом областной газеты «Приокская правда», выступал с материалами по музыкальной, театральной, художественной жизни Рязани, переживавшей тогда, в период «оттепели», бурный подъём. Важным явлением этого периода была деятельность клуба при областной библиотеке — Общества любителей искусств, музыки, поэзии (ОЛИМП), душой которого долгие годы оставалась Т. Н. Цуканова. Здесь Ю. А. Муравьев регулярно выступал с сообщениями, докладами, музыкальными и поэтическими концертами.
Тесная дружба связывала его с педагогом по фортепиано (и, между прочим, по французскому языку) — одним из замечательных людей Рязани — старейшим преподавателем Рязанского музыкального училища Екатериной Давыдовной Аглинцевой — пианисткой, ученицей К. Н. Игумнова и В. И. Сафонова, автором талантливых фортепианных пьес для детей и получивших широкую известность мемуаров о многих великих деятелях русской культуры. Долгие годы дружбы со школьных лет связывали Ю. А. Муравьева и с С. М. Леонтьевым — народным артистом России, актёром Рязанского областного драматического театра.
С концом «оттепели» кафедра Ю. И. Семёнова подверглась нападкам со стороны партийных органов и администрации, в результате чего заведующий и ряд его молодых сотрудников вынуждены были покинуть не только кафедру, но и Рязань. Подлежа распределению, Ю. А. Муравьев был отправлен в 1969 году преподавать философию в Читинский государственный медицинский институт. Этим заканчивается рязанский период его жизни.
В последующие годы Ю. А. Муравьев преподавал в разных вузах Сибири, активно занимался журналистикой (печатаясь не только в местных, но и в столичных изданиях). С 1976 года — в Москве, работал научным сотрудником НИИ культуры и Института русского языка РАН. С 1988 года преподавал на кафедре философии Московского педагогического государственного университета. Вёл курсы философии, эстетики, теории и истории мировой культуры, читал многочисленные специальные курсы, в том числе по современной западной философии. В 1998 году год был избран по конкурсу на должность заведующего кафедрой культурологии и социокультурной деятельности Московского государственного социального университета, где работал по 2001 год. С 2001 года преподавал в Российской академии предпринимательства.
В 1988 году в МГУ защитил кандидатскую диссертацию «Социальное и гносеологическое в теории истины», а в 1996 году там же — диссертацию на соискание ученой степени доктора философских наук «Концептуальный аппарат теории культуры (эпистемологический анализ)» по специальности «Социальная философия».

## Научная деятельность
Опубликовал более 60 научных работ, среди которых две монографии (Истина: История, теория, методология. — М.: Прометей, 1994; Истина — культура — идеал. — М.: Прометей, 1995), главы в вузовских учебниках и учебных пособиях (Религия как феномен культуры // Культура: Теории и проблемы. — М.: Наука, 1995. С. 212—239; Культура // Социальная философия / Под ред. И. А. Гобозова. — М.: Издатель Савин С. А., 2003. С. 429—482), научные и публицистические статьи, аналитические обзоры, рецензии. Отдельные статьи переведены на французский, английский и немецкий языки. Участвовал в работе международных научных конгрессов, съездов и симпозиумов, в том числе во Франции, Польше, Болгарии, где выступал с докладами и сообщениями.
На протяжении многих лет занимался переводческой деятельностью. Его перу принадлежат переводы на русский язык (частично неопубликованные) работ Э. Кассирера, Ж.-П. Сартра, К.-О. Апеля, В. Декомба, Р. Рорти, Ф. Бернье и других мыслителей. Среди опубликованных переводов следует, в первую очередь, назвать «Опыт о человеке: Введение в философию человеческой культуры» Э. Кассирера (М.: Юрист, 1998), а также тексты современных западных философов (снабженные комментариями переводчика), которые вошли в академическую хрестоматию по истории философии (Хрестоматия по истории философии: Учебное пособие для вузов. В 3 ч. — М.: Гуманит. изд. центр ВЛАДОС, 1997.) Ю. А. Муравьев выступил и в качестве автора предисловия — «Философия — век ХХ» — ко второй части этой хрестоматии (с. 11-47).
В последние годы работал над монографией «Сто лет теории познания: Истина на магистралях западной мысли» (осталась неопубликованной), а также над рядом других текстов по проблемам истории философии, социальной философии, теоретической культурологии, этики.
Свою философскую позицию характеризовал как трансмарксистскую, понимая под трансмарксизмом «теорию Большого Синтеза», которая, с одной стороны, генетически связана с научным марксизмом (в этом смысле трансмарксизм противостоит парамарксизму и марксоидной идеологии), а с другой — нацелена на «усвоение всего истинного из других философий». По мысли Ю. А. Муравьева, в качестве современной формы марксизма трансмарксизм должен преодолеть исторически обусловленные заблуждения и абсолютизации аутентичного марксизма и заполнить его теоретические лакуны (эпистемология, этическая и эстетическая теория, теория культуры). Вместе с тем, по убеждению Ю. А. Муравьева, будущее современного марксизма и науки об обществе в целом связано с восприятием, признанием и развитием социально-философских идей его учителя — выдающегося марксистского историка и философа Юрия Ивановича Семёнова. Ученики Ю. А. Муравьева — современные философы, историки, культурологи, социологи, общественные деятели (М. И. Кошелев, В. Шурыгин, С. М. Соловьев, О. В. Вышегородцева, Н. А. Дмитриева, У. Г. Николаева, Е. М. Шемякина, Т. В. Пушкарева, М. В. Сахарова, А. Н. Аверюшкин, Д. Субботин, Н. А. Асеева, С. А. Ермолаев и др.). Явился идейным вдохновителем создания научно-просветительского проекта «Скепсис» в 2002 году.